# 313 Халдея
313 Халде́я (313 Chaldaea) — астероїд головного поясу, відкритий 30 серпня 1891 року Йоганном Палізою у Відні.